# Steef van Musscher
Steven (Steef of Steph) van Musscher (Haarlem, 26 februari 1902 – aldaar, 9 mei 1986) was een Nederlandse atleet, die zich had toegelegd op het hink-stap-springen. Hij nam eenmaal deel aan de Olympische Spelen, maar bereikte bij die gelegenheid niet de finale.

## Loopbaan
Van Musscher, die lid was van de Haarlemse atletiekvereniging AV Haarlem, werd in 1928 uitgezonden naar de Olympische Spelen in Amsterdam, waar hij uitkwam op zijn specialiteit. Hij kwam in zijn serie tot 13,93 m, wat niet voldoende was om door te stromen naar de finale. In de totaalrangschikking eindigde hij uiteindelijk als vijftiende.
Wellicht zijn beste prestatie leverde Van Musscher in 1930 tijdens de open Engelse kampioenschappen. Daar werd hij met een sprong van 14,01 tweede achter zijn landgenoot en eeuwige rivaal Wim Peters.
Peters was het ook, die het voor Steef van Musscher onmogelijk maakte om ooit Nederlands kampioen te worden. Eén keer was hij er dichtbij: in 1935 werd hij op de NK achter Peters tweede, terwijl hij twee jaar ervoor al eens brons had veroverd. Peters was op het gebied van het hink-stap-springen echter een klasse apart, wat alleen al blijkt uit het feit, dat deze atleet tussen 1924 en 1942 liefst zestien gouden NK-medailles veroverde.
Van Musscher, die in het dagelijks leven particulier rechercheur was, werd later actief in de biljartsport.

## Persoonlijke records
| Onderdeel          | Prestatie | Jaar |
| ------------------ | --------- | ---- |
| hoogspringen       | 1,65 m    | 1929 |
| verspringen        | 6,50 m    | 1926 |
| hink-stap-springen | 14,13 m   | 1930 |

## Palmares

### hink-stap-springen
- 1928: 15e OS - 13,93 m
- 1930:  AAA-kamp. - 14,01 m
- 1933:  NK
- 1935:  NK